# آوندیل، شهرستان مک‌داول، ویرجینیای غربی
آوندیل (به انگلیسی: Avondale) یک منطقهٔ مسکونی در ایالات متحده آمریکا است که در شهرستان مک‌داول، ویرجینیای غربی واقع شده‌است. آوندیل ۳۲۴٫۹۲ متر بالاتر از سطح دریا واقع شده‌است.